# Opius podomelas
Opius podomelas är en stekelart som beskrevs av Fischer 1972. Opius podomelas ingår i släktet Opius och familjen bracksteklar. Inga underarter finns listade i Catalogue of Life.